# Andrzej Frątczak
Andrzej Frątczak (* 28. November 1953 in Zduńska Wola; † 7. Oktober 1990 in Lübbenau) ist das erste Todesopfer rechter Gewalt in Deutschland nach der deutschen Wiedervereinigung.
Der aus Polen stammende Andrzej Frątczak arbeitete ab Ende der 1970er Jahre in der DDR, unter anderem im Kraftwerk Jänschwalde. Im Jahr 1990 war der 36-Jährige als LKW-Fahrer im Kraftwerk Lübbenau-Vetschau tätig. Am Abend des 7. Oktober 1990 besuchte Frątczak die Diskothek bzw. Gaststätte Turbine im brandenburgischen Lübbenau. In der Gaststätte waren sowohl polnische Arbeiter als auch Personen aus der örtlichen rechten Szene zu Gast. In Folge einer Auseinandersetzung zwischen einigen polnischen Gästen und den Rechten wurde Andrzej Frątczak von drei Deutschen angegriffen, verprügelt und durch einen Messerstich tödlich verletzt. Einer der drei Täter trug ein T-Shirt mit Adolf-Hitler-Aufdruck. Am Morgen des 8. Oktober 1990 wurde Frątczak auf einer Rasenfläche in der Nähe der Gaststätte tot aufgefunden.
Die Polizei und Staatsanwaltschaft konnten nach der Tat nicht ermitteln, welcher der drei Deutschen für den Tod von Andrzej Frątczak verantwortlich war. Obwohl die rechte Gesinnung der drei Angreifer bekannt war, prüften weder die Ermittlungsbehörden noch das Gericht ein rassistisches Tatmotiv. Das Bezirksgericht Cottbus verurteilte die drei Angreifer zu Freiheitsstrafen zwischen acht Monaten und dreidreiviertel Jahren. In das Strafmaß flossen neben dem Mord an Andrzej Frątczak noch weitere Taten wie die Anstiftung und Beteiligung an einem Angriff auf das Asylbewerberheim von Lübbenau im September 1992 ein.
Der brandenburgische Innenminister Dietmar Woidke beauftragte im Jahr 2013 das Moses Mendelssohn Zentrums der Universität Potsdam damit, insgesamt 24 Todesfällen in Brandenburg hinsichtlich möglicher politischer Tatmotive neu zu bewerten. Auch der Fall Andrzej Frątczak wurde im Zuge dessen untersucht. In dem 2015 veröffentlichten Forschungsbericht des Moses Mendelssohn Zentrums wird der Mord an Frątczak als rechtsmotiviertes Tötungsdelikt eingestuft. Daraufhin erkannte die Brandenburger Landesregierung Andrzej Frątczak offiziell als Opfer rechter Gewalt an. Damit gilt Andrzej Frątczak als das erste offizielle Todesopfer rechter Gewalt in der wiedervereinigten Bundesrepublik Deutschland. Das Projekt SOS Lübbenaubrücke beschäftigt sich bis heute mit dem Gedenken an Andrzej Frątczak.